# Округ Армстронг (Тексас)
Округ Армстронг (енгл. Armstrong County) је округ у америчкој савезној држави Тексас. По попису из 2010. године број становника је 1.901.

## Демографија
Према попису становништва из 2010. у округу је живело 1.901 становника, што је 247 (11,5%) становника мање него 2000. године.
| Група             | 2000.         | 2010.         |
| Белци             | 2.008 (93,5%) | 1.725 (90,7%) |
| Афроамериканци    | 6 (0,3%)      | 11 (0,6%)     |
| Азијати           | 0 (0,0%)      | 0 (0,0%)      |
| Хиспаноамериканци | 116 (5,4%)    | 124 (6,5%)    |
| Укупно            | 2.148         | 1.901         |